# Roman Yaremchuk
Roman Olehovych Yaremchuk (tiếng Ukraina: Роман Олегович Яремчук; sinh ngày 27 tháng 11 năm 1995) là một cầu thủ bóng đá chuyên nghiệp người Ukraina chơi vị trí tiền đạo cho câu lạc bộ Club Brugge tại Belgian Pro League và đội tuyển quốc gia Ukraina.

## Sự nghiệp câu lạc bộ

### Dynamo Kyiv
Yaremchuk là sản phẩm của học viện Karpaty Lviv và Dynamo Kyiv. Các huấn luyện viên đầu tiên của Yaremchuk là Mykola Dudarenko ở Karpaty và Oleksiy Drotenko ở FC Dynamo. Vào ngày 6 tháng 9 năm 2008, Yaremchuk có trận ra mắt Dynamo trong Giải đấu Thiếu niên Quốc gia Ukraine. Trong trận đấu đầu tiên với FC Yunist Chernihiv, anh đã ghi hai bàn. Mùa giải đó, anh ra sân 21 trận và ghi được 10 bàn thắng. Anh có trận ra mắt FC Dynamo-2 khi vào sân thay người ở hiệp hai trận gặp Desna Chernihiv vào ngày 14 tháng 7 năm 2013 tại Giải hạng nhất Ukraina .

#### Cho mượn tới Oleksandriya
Khi chơi cho Oleksandriya vào tháng 10 năm 2016, Yaremchuk đã được chọn là cầu thủ của tháng ở giải Ngoại hạng Ukraine. Anh ấy cũng trở thành người nhận giải thưởng đầu tiên.

### Gent
Vào tháng 8 năm 2017, Yaremchuk đã ký hợp đồng 4 năm với Gent ở giải hạng nhất A của Bỉ. Anh có trận ra mắt thi đấu cho câu lạc bộ vào ngày 27 tháng 8 năm 2017, vào sân ở phút thứ 86 thay cho Mamadou Sylla trong trận hòa 0–0 trên sân nhà với Anderlecht. Anh ghi bàn thắng đầu tiên cho câu lạc bộ vào ngày 3 tháng 11 năm 2017 trong chiến thắng 1–0 trên sân nhà trước Standard Liège. Bàn thắng của anh ấy, do Deiver Machado kiến tạo, được ghi ở phút thứ 50. Vào ngày 20 tháng 1 năm 2020, Yaremchuk tiến hành phẫu thuật gân achilles bị thương. Quá trình phục hồi ước tính mất từ hai đến ba tháng.

### Benfica
Vào ngày 31 tháng 7 năm 2021, Benfica thông báo việc ký hợp đồng với Yaremchuk có thời hạn 5 năm với giá 17 triệu euro. Anh có trận ra mắt câu lạc bộ vào ngày 10 tháng 8, ghi bàn thắng thứ hai của Benfica trong chiến thắng 2–0 trên sân nhà trước Spartak Moscow ở vòng sơ loại thứ ba UEFA Champions League. Bốn ngày sau, Yaremchuk có trận ra mắt ở Primeira Liga, ghi bàn thắng đầu tiên cho câu lạc bộ, trong chiến thắng 2–0 trên sân nhà trước Arouca, và lập một cú đúp trong chiến thắng 3-1 trước Vitória de Guimarães. Các trận đấu tiếp theo, Yaremchuk chật vật ghi bàn, 10 trận không ghi bàn, trước khi ghi bàn đầu tiên sau ba tháng, bàn mở tỷ số cho Benfica trong chiến thắng 2–0 trên sân nhà trước câu lạc bộ cũ Dinamo Kiev ở vòng bảng UEFA Champions League cuối cùng của câu lạc bộ phù hợp, đảm bảo các đội của anh ấy đủ điều kiện vào vòng mười sáu.

## Thống kê sự nghiệp

### Câu lạc bộ
Tính đến ngày 19 tháng 5 năm 2024
| Câu lạc bộ          | Mùa giải            | Giải vô địch             | Giải vô địch | Giải vô địch | Cúp quốc gia | Cúp quốc gia | Cúp liên đoàn | Cúp liên đoàn | Châu lục | Châu lục | Tổng cộng | Tổng cộng |
| Câu lạc bộ          | Mùa giải            | Hạng đấu                 | Trận         | Bàn          | Trận         | Bàn          | Trận          | Bàn           | Trận     | Bàn      | Trận      | Bàn       |
| ------------------- | ------------------- | ------------------------ | ------------ | ------------ | ------------ | ------------ | ------------- | ------------- | -------- | -------- | --------- | --------- |
| Dynamo-2 Kyiv       | 2013–14             | Ukrainian First League   | 19           | 3            | —            | —            | —             | —             | —        | —        | 19        | 3         |
| Dynamo-2 Kyiv       | 2014–15             | Ukrainian First League   | 23           | 4            | —            | —            | —             | —             | —        | —        | 23        | 4         |
| Dynamo-2 Kyiv       | Tổng cộng           | Tổng cộng                | 42           | 7            | 0            | 0            | —             | —             | 0        | 0        | 42        | 7         |
| Dynamo Kyiv         | 2015–16             | Ukrainian Premier League | 0            | 0            | 1            | 0            | —             | —             | 0        | 0        | 1         | 0         |
| Dynamo Kyiv         | 2016–17             | Ukrainian Premier League | 9            | 0            | 1            | 0            | —             | —             | 0        | 0        | 10        | 0         |
| Dynamo Kyiv         | Tổng cộng           | Tổng cộng                | 9            | 0            | 2            | 0            | —             | —             | 0        | 0        | 11        | 0         |
| Oleksandriya (mượn) | 2016–17             | Ukrainian Premier League | 14           | 5            | 1            | 1            | —             | —             | 2        | 0        | 17        | 6         |
| Gent                | 2017–18             | Belgian Pro League       | 32           | 9            | 2            | 0            | —             | —             | —        | —        | 34        | 9         |
| Gent                | 2018–19             | Belgian Pro League       | 37           | 8            | 4            | 3            | —             | —             | 4        | 1        | 45        | 12        |
| Gent                | 2019–20             | Belgian Pro League       | 18           | 10           | 1            | 0            | —             | —             | 11       | 7        | 30        | 17        |
| Gent                | 2020–21             | Belgian Pro League       | 34           | 20           | 2            | 1            | —             | —             | 7        | 2        | 43        | 23        |
| Gent                | Tổng cộng           | Tổng cộng                | 121          | 47           | 9            | 4            | —             | —             | 22       | 10       | 152       | 61        |
| Benfica             | 2021–22             | Primeira Liga            | 23           | 6            | 2            | 0            | 4             | 0             | 13       | 3        | 42        | 9         |
| Benfica             | 2022–23             | Primeira Liga            | 2            | 0            | 0            | 0            | 0             | 0             | 3        | 0        | 5         | 0         |
| Benfica             | Tổng cộng           | Tổng cộng                | 25           | 6            | 2            | 0            | 4             | 0             | 16       | 3        | 47        | 9         |
| Club Brugge         | 2022–23             | Belgian Pro League       | 23           | 2            | 0            | 0            | —             | —             | 4        | 0        | 27        | 2         |
| Club Brugge         | 2023–24             | Belgian Pro League       | 2            | 0            | 0            | 0            | —             | —             | 2        | 4        | 4         | 4         |
| Club Brugge         | Tổng cộng           | Tổng cộng                | 25           | 2            | 0            | 0            | —             | —             | 6        | 4        | 31        | 6         |
| Valencia (mượn)     | 2023–24             | La Liga                  | 25           | 3            | 4            | 1            | —             | —             | —        | —        | 29        | 4         |
| Tổng cộng sự nghiệp | Tổng cộng sự nghiệp | Tổng cộng sự nghiệp      | 261          | 70           | 18           | 6            | 4             | 0             | 46       | 17       | 329       | 93        |

### Quốc tế
Tính đến ngày 26 tháng 6 năm 2024.
| Ukraina   | Ukraina | Ukraina | Ukraina |
| Năm       | Trận    | Bàn     |         |
| --------- | ------- | ------- | ------- |
| 2018      | 4       | 0       |         |
| 2019      | 8       | 5       |         |
| 2020      | 7       | 0       |         |
| 2021      | 17      | 7       |         |
| 2022      | 6       | 1       |         |
| 2023      | 4       | 0       |         |
| 2024      | 7       | 3       |         |
| Tổng cộng | 53      | 16      |         |

#### Bàn thắng quốc tế
| #  | Ngày                 | Địa điểm                                                  | Số trận | Đối thủ              | Bàn thắng | Kết quả | Giải đấu                      |
| -- | -------------------- | --------------------------------------------------------- | ------- | -------------------- | --------- | ------- | ----------------------------- |
| 1  | 7 tháng 6 năm 2019   | Arena Lviv, Lviv, Ukraina                                 | 8       | Serbia               | 4–0       | 5–0     | Vòng loại UEFA Euro 2020      |
| 2  | 10 tháng 6 năm 2019  | Arena Lviv, Lviv, Ukraina                                 | 9       | Luxembourg           | 1–0       | 1–0     | Vòng loại UEFA Euro 2020      |
| 3  | 10 tháng 9 năm 2019  | Dnipro Arena, Dnipro, Ukraina                             | 10      | Nigeria              | 2–2       | 2–2     | Giao hữu                      |
| 4  | 14 tháng 10 năm 2019 | Khu liên hợp thể thao quốc gia Olimpiyskiy, Kiev, Ukraina | 11      | Bồ Đào Nha           | 1–0       | 2–1     | Vòng loại UEFA Euro 2020      |
| 5  | 17 tháng 11 năm 2019 | Sân vận động Sao Đỏ, Belgrade, Serbia                     | 12      | Serbia               | 1–1       | 2–2     | Vòng loại UEFA Euro 2020      |
| 6  | 14 tháng 11 năm 2020 | Red Bull Arena, Leipzig, Đức                              | 19      | Serbia               | 1–0       | 1–3     | UEFA Nations League 2020–21   |
| 7  | 31 tháng 3 năm 2021  | Khu liên hợp thể thao quốc gia Olimpiyskiy, Kiev, Ukraina | 22      | Kazakhstan           | 1–0       | 1–1     | Vòng loại FIFA World Cup 2022 |
| 8  | 7 tháng 6 năm 2021   | Sân vận động Metalist, Kharkiv, Ukraina                   | 24      | Síp                  | 3–0       | 4–0     | Giao hữu                      |
| 9  | 13 tháng 6 năm 2021  | Amsterdam Arena, Amsterdam, Hà Lan                        | 25      | Hà Lan               | 2–2       | 2-3     | UEFA Euro 2020                |
| 10 | 17 tháng 6 năm 2021  | Arena Națională, Bucharest, România                       | 26      | Bắc Macedonia        | 2–0       | 2-1     | UEFA Euro 2020                |
| 11 | 1 tháng 9 năm 2021   | Astana Arena, Nur-Sultan, Kazakhstan                      | 30      | Kazakhstan           | 1–0       | 2–2     | Vòng loại FIFA World Cup 2022 |
| 12 | 9 tháng 10 năm 2021  | Sân vận động Olympic, Helsinki, Phần Lan                  | 31      | Phần Lan             | 2–1       | 2–2     | Vòng loại FIFA World Cup 2022 |
| 13 | 1 tháng 6 năm 2022   | Hampden Park, Glasgow, Scotland                           | 37      | Scotland             | 2–1       | 3–1     | Vòng loại FIFA World Cup 2022 |
| 14 | 21 tháng 3 năm 2024  | Sân vận động Bilino Polje, Zenica, Bosna và Hercegovina   | 43      | Bosna và Hercegovina | 1–1       | 2–1     | Vòng loại UEFA Euro 2024      |
| 15 | 11 tháng 6 năm 2024  | Sân vận động Zimbru, Chișinău, Moldova                    | 50      | Moldova              | 1–0       | 4–0     | Giao hữu                      |
| 16 | 21 tháng 6 năm 2024  | Merkur Spiel-Arena, Düsseldorf, Đức                       | 52      | Slovakia             | 2–1       | 2–1     | UEFA Euro 2024                |